# Brigitte Kronauer
Brigitte Kronauer (29 de diciembre de 1940 - 22 de julio de 2019) fue una escritora alemana que vivió en Hamburgo. Sus novelas, escritas en la tradición de Jean Paul con tono ingenioso e irónico, recibieron varios premios, incluido el Premio Georg Büchner, en 2005; el Premio Jean-Paul-Preis, en 2011; y el Premio Thomas Mann, en 2017. 

## Vida

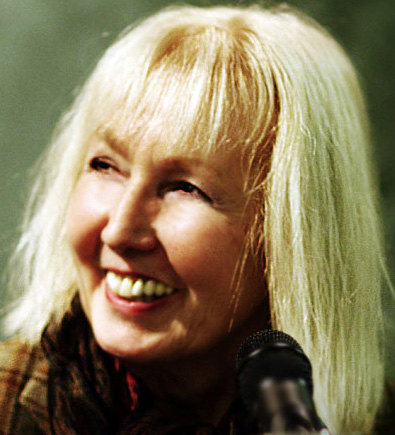
Brigitte Kronauer (2013)

Kronauer nació en Essen y creció junto a su madre. Estudió pedagogía y trabajó como profesora en Aquisgrán y Gotinga. Se mudó a Hamburgo a mediados de la década de 1970, donde comenzó su trabajo literario. Su primera novela apareció en 1980, Frau Mühlenbeck im Gehäus, publicada por Klett-Cotta Verlag, al igual que todos sus obras posteriores. La novela tiene elementos autobiográficos. Su lenguaje era inusual en la literatura después de la Segunda Guerra Mundial, con oraciones construidas con audacia acrobática ("von akrobatischer Gewagtheit"). Kronauer menciona a Jean Paul como influencia para su obra. Como en sus escritos, las oraciones de Kronauer a menudo contienen doble sentido y alusiones irónicas.
Escribió novelas de éxito como Berittener Bogenschütze (1986), Teufelsbrück (2000), Verlangen nach Musik und Gebirge (2004), Errötende Mörder (2007), Zwei schwarze Jäger (2009), Gewäsch und Gewimmel (2013) y Der Scheik von Aachen (2016). Su novela Das Schöne, Schäbige, Schwankende, programada para aparecer en agosto de 2019, está centrada en una escritora, llena de auto-ironía.
En 2005 fue galardonada con el Premio Georg Büchner por su obra literaria. Entre otros premios, recibió el Jean-Paul-Preis en 2011, y el Premio Thomas Mann en 2017.
Kronauer murió el 22 de julio de 2019 en Hamburgo, tras una larga enfermedad.

## Legado
El colega de Kronauer, Martin Mosebach, que pronunció el discurso cuando recibió el Premio Thomas Mann, dijo en una entrevista realizada por Deutschlandfunk el 24 de julio de 2019 que la considera como una escritura que siguió noblemente la tradición de Jean Paul, mencionando aspectos como «arte sublime» («kunstvoll sublim») y un humor tierno con un trasfondo flotante, irónico y delicado («schwebender, ironischer, zarter Unterton»). La describió como una persona abierta a las impresiones visuales, que describía tanto las emociones de un personaje percibiendo el modo en el que se reflejan en su mímica, como grandes escenas de la naturaleza, captando cómo la naturaleza «se cierne sobre el insignificante y extraño ser humano» («Die Natur wölbt sich über das kleine kauzige Menschenwesen»), nuevamente de modo similar a Jean Paul. La describió como una persona con una mente penetrante, un minucioso control de la expresión, siempre tratando de encontrar la palabra correcta, y excepcional amabilidad («[...] eben diese einzigartige Gegenwart eines durchdringenden Verstandes, einer vollkommenen, sehr, sehr sorgfältigen Kontrolliertheit ihres Ausdrucks, ein ungeheures Bemühen, immer das genau richtige Wort zu finden - und eine große Liebenswürdigkeit»).
El FAZ la nombró como una de las mejores escritoras en alemán posterior a la Segunda Guerra Mundial.
Cuando recibió el Jean-Paul-Preis de Baviera, el jurado describió su escritura: «La brillantez de su estilo la convierte en un fenómeno excepcional en la literatura alemana contemporánea» («Die Brillanz ihres Stils macht sie zu einer Ausnahmeerscheinung in der deutschen Gegenwartsliteratur»), con características como «inventiva, humanidad y un sentido del humor que acompaña a los personajes a menudo idiosincrásicos de sus libros con amor y nunca los traiciona» («Erfindungskraft, Humanität und ein Humor, der die of eigenwilligen Figuren ihrer Bücher mit Liebe begleitet und niemals verrät»), mientras que también se la considera la «gran maestra del rencor»                                                                                                                                                                                                                                                                                                                                                                                                                                                                                                                                                                                                                                                                                                                                                                 («Großmeisterin der Boshaftigkeit»).

## Novelas
Las novelas de Kronauer, publicadas por Klett-Cotta en Stuttgart y conservadas en la Biblioteca Nacional Alemana, incluyen:
- Frau Mühlenbeck im Gehäus, 1980, ISBN 3-12-904501-5 ; dtv, München 1984, ISBN 3-423-10356-6
- Rita Münster, 1983, ISBN 3-608-95218-7 ; dtv, München 1991, ISBN 3-423-11430-4
- Berittener Bogenschütze, 1986, ISBN 3-608-95420-1 ; dtv, München 2000, ISBN 3-423-11291-3
- Die Frau en den Kissen, 1990; dtv, München 1996, ISBN 3-423-12206-4
- Das Taschentuch, 1994, ISBN 3-608-93220-8 ; dtv, München 2001, ISBN 3-423-12888-7
- Teufelsbrück, 2000, ISBN 3-608-93070-1 ; dtv, München 2003, ISBN 3-423-13037-7
- Verlangen nach Musik und Gebirge, 2004, ISBN 3-608-93571-1 ; dtv, München 2006, ISBN 3-423-13511-5
- Errötende Mörder, 2007, ISBN 978-3-608-93730-5 ; dtv, München 2010, ISBN 978-3-423-13898-7
- Zwei schwarze Jäger, 2009, ISBN 978-3-608-93885-2
- Gewäsch und Gewimmel, 2013, ISBN 978-3-608-98006-6
- Der Scheik von Aachen, 2016, ISBN 978-3-608-98314-2

## Premios
- 1985: Fontane-Preis de Berlín
- 1989: Heinrich-Böll-Preis de Colonia
- 1998: Hubert-Fichte-Preis de Hamburgo
- 2000: Kronauer fue seleccionada para el Mainzer Stadtschreiberin de 2001, un premio literario otorgado por los canales de televisión ZDF y 3sat, así como por la ciudad de Mainz. Kronauer devolvió el premio en marzo de 2001, debido a los desacuerdos con ZDF sobre el llamado "diario electrónico", una película cuya producción y transmisión habría sido parte del premio, junto con 24.000 marcos en efectivo y el derecho a presentarlo en el museo Gutenberg por un año[12].[13]
- 2005: Premio Georg Büchner
- 2011: Jean-Paul-Preis
- 2017: Premio Thomas Mann